# 391947 Tanithlee
391947 Tanithlee è un asteroide della fascia principale. Scoperto nel 2008, presenta un'orbita caratterizzata da un semiasse maggiore pari a 2,6763090 au e da un'eccentricità di 0,1693083, inclinata di 4,51615° rispetto all'eclittica.